# Ehemaliges Dominikanerkloster (Düsseldorf)

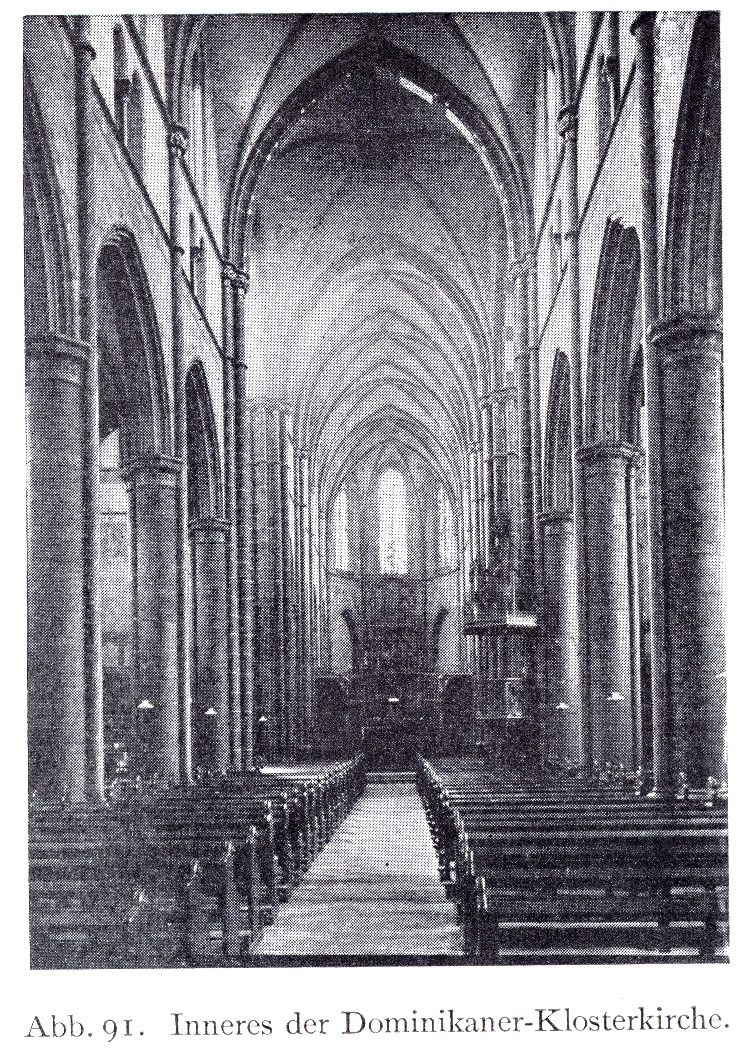
Inneres der Dominikaner-Klosterkirche

Das Dominikanerkloster an der Herzogstraße in Düsseldorf war ein Klostergebäude mit Klosterkirche, das von 1890 bis 1973 bestand.
Der Gebäudekomplex wurde im Auftrag des Dominikanerordens 1867/1870 nach Entwürfen des Dombaumeisters Friedrich von Schmidt aus Wien nach dem Vorbild des Altenberger Doms, unter der örtlichen Leitung von Professor Wilhelm Rincklake im Stil der Neogotik erbaut. Errichtet wurden der erste Teil des Klostergebäudes und der Chor der Klosterkirche.
Im Jahre 1869 wurde der Chor der Kirche eingeweiht. Im Jahre 1875 verließen im Rahmen des „Kulturkampfs“ die Dominikaner die Stadt. Der Bau wurde mit dem Wegzug der Dominikaner unterbrochen.
Fortgesetzt wurde der Bau im Jahr 1886 nach Schmidts Plänen aber unter der örtlichen Leitung des Architekten Caspar Clemens Pickel. Fertiggestellt war das Kloster im Jahre 1887. In dieser zweiten Bauphase wurden das Querschiff und das basilikale Langschiff mit Schwibbögen erbaut. Die Anlage war in Ziegelsteinen mit Sandsteingliederungen erbaut. Die Sockel und Treppenstufen bestanden aus Basaltlava, Gewölberippen und die Gesimse aus Tuffstein.
Am 28. Oktober 1890 wurde die fertiggestellte Klosterkirche durch den Kölner Erzbischof Philipp Krementz eingeweiht.
Bei dem Luftangriff auf Düsseldorf in der Nacht vom 10. auf den 11. September 1942 wurde die Klosterkirche zerstört; bei weiteren Luftangriffen am 11. Juni 1943 und am 3. November 1943 wurde auch das Klostergebäude zerstört.
In der Nachkriegszeit wurde die Klosterkirche wiederhergestellt und konnte am 19. Februar 1950 wieder eingeweiht werden. „Die Innenausstattung war dem Zeitgeschmack angepasst worden“.
1972 gingen die Dominikaner nach St. Andreas. Am 26. Dezember 1972 fand in der Klosterkirche an der Herzogstraße der letzte Gottesdienst statt. 1973 wurden an der Herzogstraße das Kloster und die Klosterkirche abgebrochen. Auf dem Gelände wurde Anfang der 1980er Jahre die Hauptverwaltung der WestLB errichtet.

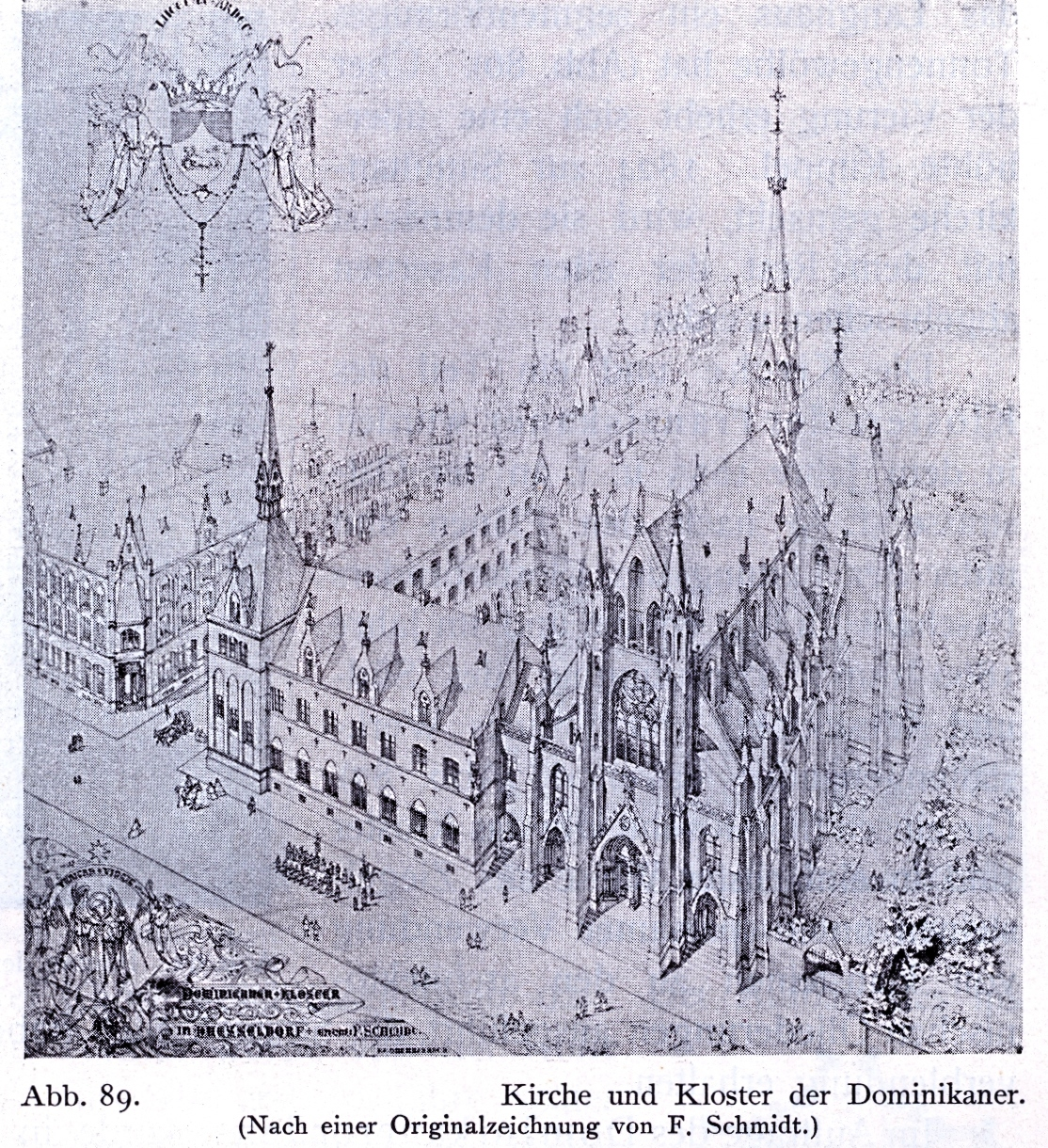
Ansicht des Dominikanerklosters
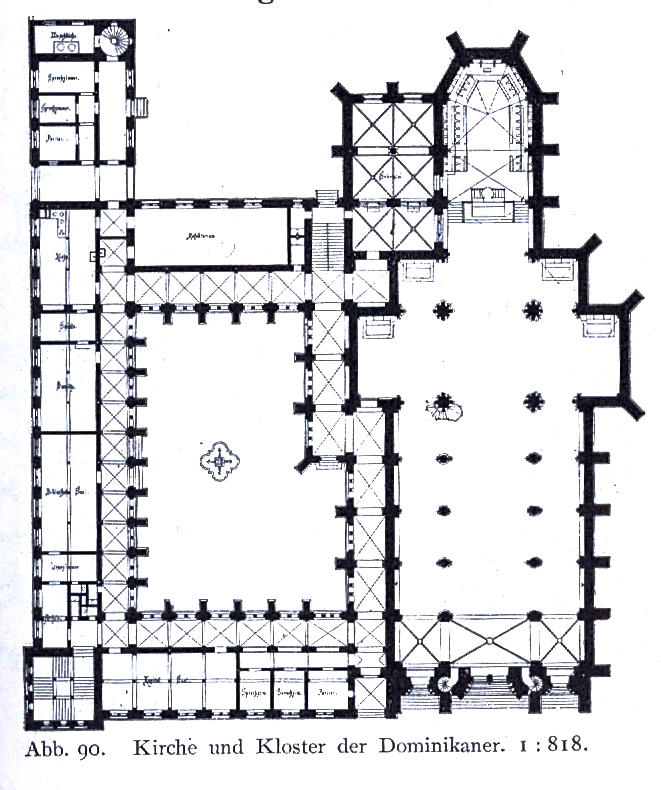
Grundriss des Dominikanerklosters